# Edwin W. Kemmerer

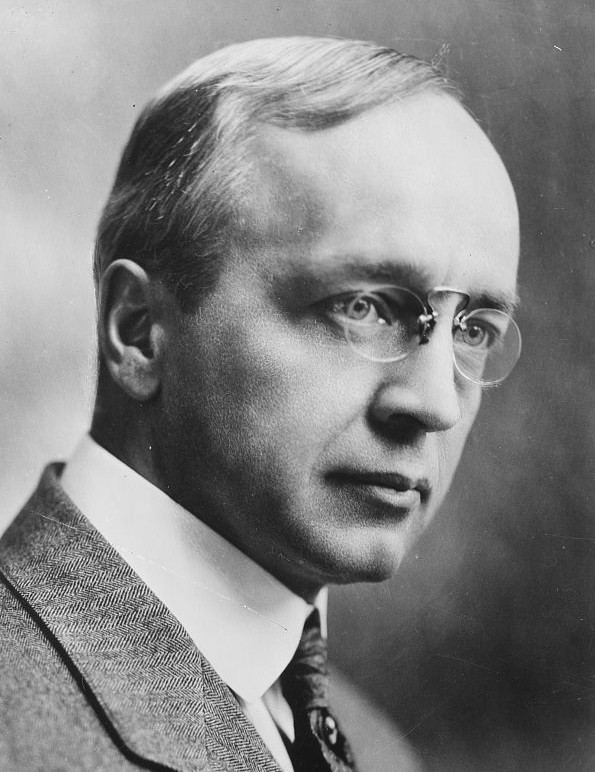
Edwin W. Kemmerer

Edwin Walter Kemmerer (* 29. Juni 1875 in Scranton, Pennsylvania; † 16. Dezember 1945 in Princeton, New Jersey) war ein US-amerikanischer Wirtschaftswissenschaftler. Er wurde als einflussreicher Wirtschaftsberater verschiedener ausländischer Regierungen bekannt und war an der Gründung verschiedener Zentralbanken beteiligt, darunter dem Federal Reserve System.

## Wirken
Er schloss sein Studium an der Wesleyan University mit Auszeichnung und einem Phi-Beta-Kappa-Schlüssel ab und wurde an der Cornell University promoviert, wo er von 1906 bis 1912 lehrte. Mit 28 Jahren wurde er zum Finanzberater der US-amerikanischen  Kommission für die Philippinen ernannt. 1912 wurde er Professor an der Princeton University, wo er zum ersten Direktor der neuen Abteilung für internationale Finanzen ernannt wurde. Zu diesem Zeitpunkt hatte Kemmerer einen Ruf als sogenannter Geldarzt (Money Doctor).  Kemmerer war 1913 an der Einführung des Federal Reserve System beteiligt. Er war Wirtschaftsberater verschiedener ausländischer Regierungen (Mexiko, Guatemala, Kolumbien, Deutschland, Chile, Südafrika, Polen, Ecuador, Bolivien, China, Peru und der Türkei). Er warb für eine Wirtschaftspolitik, die auf starken Währungen, dem Goldstandard, einer Zentralbank und ausgeglichenen Staatshaushalten basierte. Zwischen 1917 und 1931 war er an der Gründung oder Restrukturierung mehrerer Zentralbanken in Lateinamerika beteiligt, darunter der Banco de Guatemala (1917), der Banco de la República in Kolumbien (1923), der Banco Central de Chile (1925), der Banco Central del Ecuador (1926)  und der Banco Central de Reserva del Peru (1931). Er war 1926 Präsident der American Economic Association und wurde 1934 in die American Academy of Arts and Sciences gewählt.

## Werke
- Edwin Walter Kemmerer: High Prices and Deflation. Princeton University Press, 1920 (englisch, google.com).
- Economic Advisory Work for Governments. In: The American Economic Review. Band 17, Nr. 1, März 1927, S. 1–12. JSTOR:1813680
- Edwin Walter Kemmerer: Kemmerer on Money. Taylor & Francis, 2017, ISBN 978-1-138-63453-4 (englisch, google.com –  [1934]).
- Gold and The Gold Standard: The Story of Gold Money Past, Present, and Future. herausgegeben 1944,  pdf.